# Kwanzaa Tholus
Il Kwanzaa Tholus è una struttura geologica della superficie di Cerere. 
Il tholus è dedicato all'omonima festa afroamericana.